# ياسر أبو شباب
ياسر أبو شباب (من مواليد 19 ديسمبر 1993) هو بدوي فلسطيني مسجون سابقًا من قبيلة الترابين في رفح، وهو قائد "مرتزقة القوات الشعبية"، وهي جماعة مسلحة مناهضة لحماس في قطاع غزة يُزعم أنها مرتبطة بتنظيم الدولة الإسلامية (داعش). أطلق النقاد عليه لقب "بابلو إسكوبار غزة".
برز ياسر كشخصية معارضة محلية لحركة حماس خلال الحرب الدائرة في غزة. في مايو 2025، بدأت مجموعته في نهب شاحنات المساعدات، مدعيةً أنه كان يوفر الأمن لقوافل المساعدات الإنسانية التي تدخل غزة خلال عملية عربات جدعون. وبدأت إسرائيل بتزويد جماعة أبو شباب بالأسلحة والمعدات في عام 2025. اعتبارًا من يونيو 2025، وردت تقارير تفيد بأنه سيطر على شرق رفح.

## حياته
قبل اندلاع حرب غزة، كان ياسر مسجونًا في قطاع غزة بتهمة الاتجار بالمخدرات والسرقة.
خلال المناورة البرية في غزة وسط الأزمة الإنسانية، قاد ياسر عصابة مكونة من نحو 100 عضو، معظمهم ضباط سابقون في قوات الأمن التابعة للسلطة الفلسطينية ومقرها رام الله. وذكرت التقارير أن المجموعة هاجمت شاحنات المواد الغذائية والإمدادات التي كانت تدخل غزة. وزعم ياسر أن العصابة تشكلت بسبب ما وصفه بـ"عدم ترك حماس لنا أي شيء، وإطلاق مسلحيها النار علينا بين الحين والآخر". وحاولت حماس اغتياله لاحقًا لكنها فشلت. في يناير 2025، أعدمت حماس أحد كبار مساعديه.
وفي مايو/أيار 2025، أفادت التقارير أن أبو شباب ورجاله كانوا يقومون بتأمين قوافل المساعدات، بما في ذلك مركبات الأمم المتحدة والصليب الأحمر. واتهمته حماس بالتعاون مع إسرائيل، زاعمة أن مجموعته تعمل خلف سواتر ترابية لتأمين طرق دخول المساعدات الإنسانية بموجب مبادرة المساعدات الإنسانية الأميركية. وبحسب التقارير فإن قواته كانت ترافق القوافل من معبر كرم أبو سالم، وهي مسلحة ببنادق من طراز AK-47 يزعم أن قوات الاحتلال الإسرائيلية قدمتها لها. واتهمت حماس مجموعة ياسر بالتعاون مع جيش الاحتلال الإسرائيلي لتفتيش المباني قبل دخول القوات الإسرائيلية.
في يونيو/حزيران 2025، أصدرت جماعة أبو شباب بيانًا مسجلاً زعمت فيه أنها تعمل "تحت السلطة الفلسطينية الشرعية"، في إشارة إلى السلطة الفلسطينية. وأوضح أن عملياته كانت بالتنسيق مع السلطة الفلسطينية، ودعا سكان شرق رفح إلى العودة إلى منازلهم، ووعد بتوفير المأوى والغذاء للأسر العائدة.
وأعلن أيضًا عن إنشاء قوة تهدف إلى حماية الفلسطينيين من "إرهاب الحكومة القائمة" (في إشارة إلى حماس) ومن "ناهبي المساعدات". وزعم أنه وزّع المساعدات ووفّر الحماية لمئات العائلات في شرق رفح. وقال جوناثان ويتال، رئيس مكتب الأمم المتحدة لتنسيق الشؤون الإنسانية في الأراضي الفلسطينية المحتلة، إن عصابات مثل عصابة أبو شباب مسؤولة عن "السرقة الحقيقية للمساعدات منذ بداية الحرب" وأن هذا يتم "تحت أنظار القوات الإسرائيلية".
وتبرأت عائلة ياسر منه بسبب "دعمه لقوات الاحتلال الصهيوني" وقالت إنها "لا تمانع في أن يقوم المحيطون به بتصفيته فورًا".
في 5 يونيو 2025، أكد رئيس الوزراء الإسرائيلي بنيامين نتنياهو أن إسرائيل زودت جماعة أبو شباب بالأسلحة، وهو ما نفته أبو شباب على الفور. انتقد أفيجدور ليبرمان القرار وزعم أن أبو شباب له علاقات بتنظيم الدولة الإسلامية. في 8 يونيو 2025، أفادت التقارير أن إسرائيل وافقت على تولي المجموعة دوراً حاكماً كبديل لحماس.